# Tursunzoda
Tursunzoda o Tursunzade (en tayiko, Турсунзода) es una ciudad en la zona occidental de Tayikistán, conocida por su planta de fundición de aluminio, que es denominada TadAZ. Se encuentra a 60 km al occidente de Dusambé y a 40 km al oriente de Hisor, cerca de la frontera con Uzbekistán. En sus inmediaciones se encuentran los ríos Shirkent, Karatag y el Kofarnihon. En el censo de 1989 registró una población de 40 600 habitantes, que descendió a 39 000 en 2000 y que se estimaba en 37 000 en 2006.

## Historia
En un principio fue llamada Regar, es decir "ciudad de arena", pero en 1978 se rebautizó en honor al poeta nacional Mirzo Tursunzoda. Su estación de ferrocarril sigue de hecho llamándose Regar. 
La ciudad pasó de ser un poblado a un centro regional de productos agrícolas, como mandarinas, legumbres, y algodón. Gracias a los recursos hídricos, el distrito es un gran productor de arroz, que con 1400 toneladas representan el 13% del total nacional (2006).
A finales de los años 1960, se construyó en el río Vakhsh la presa de Nurek, favoreciendo el desarrollo industrial. Entre sus empresas destaca la planta de aluminio.